# NetCat CMS
NetCat CMS — система управления сайтами (Content Management System), разрабатывается с 1999 года. Основателем системы является Васильев Дмитрий Евгеньевич.
Согласно анализу, проведённому в июле 2012 года порталами 3DNews.ru и CMS Magazine, NetCat занимает второе место среди коммерческих CMS на русскоязычных сайтах.

## История создания
NetCat была внутренней разработкой студии «Автоматизированные информационные системы и технологии» (сокр. «АИСТ», 1999 год), в 2001−2002 годах это направление было выделено в самостоятельный продукт. В 2010 году Дмитрий Васильев вышел из компании «АИСТ» и продолжил самостоятельное развитие NetCat.

## Маскот
Маскотом компании является Сетевой кот. Его образ активно используется в промо-материалах, а также от лица Сетевого кота ведутся сообщества NetCat в социальных сетях Facebook, Twitter и ВКонтакте. Первое изображение кота было создано в 2010 году студией Turbomilk
.